# Esterházy-kastély (Fertőd)
A fertődi Esterházy-kastély épületegyüttese és a benne látható kortörténeti kiállítás Fertőd város fő nevezetessége, Magyarország egyik kiemelkedő turisztikai látnivalója. Fertőd Eszterháza településrészének keleti részén helyezkedik el, a központjától mintegy 400 méterre, a várost nagyjából kelet-nyugati irányban átszelő 8518-as út mentén.
Mai formáját a 18. század második felében nyerte el, Esterházy (Fényes) Miklós elképzelései és tervei alapján. Több építész dolgozott rajta, mint Martinelli, Jacoby és Hefele Menyhért, de a műegyüttes alkotója lényegében Esterházy (Fényes) Miklós volt. Az ő idejében közel húsz év alatt alakult ki a jelenlegi épületegyüttes, amely a bécsi Schönbrunn és a párizsi Versailles méltó párja. A barokk épületegyüttes a maga korában egyedülálló építészeti jelenségként értékelhető. Az itt lakó Esterházy hercegek művészetpártoló tevékenysége révén a 18. század végi Magyarország egyik fő kulturális központja volt a kastély. „Magyar Versailles”-nak is nevezik. A kastély fénykora 1768-tól 1790-ig tartott. Az első nagyszabású ünnepséget 1770-ben rendezték, amikor a herceg bemutatta az udvartartását a bécsi arisztokráciának.

## Története

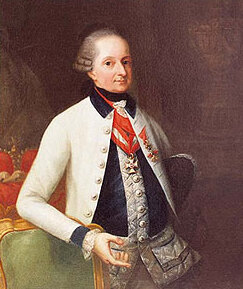
Esterházy (Fényes) Miklós

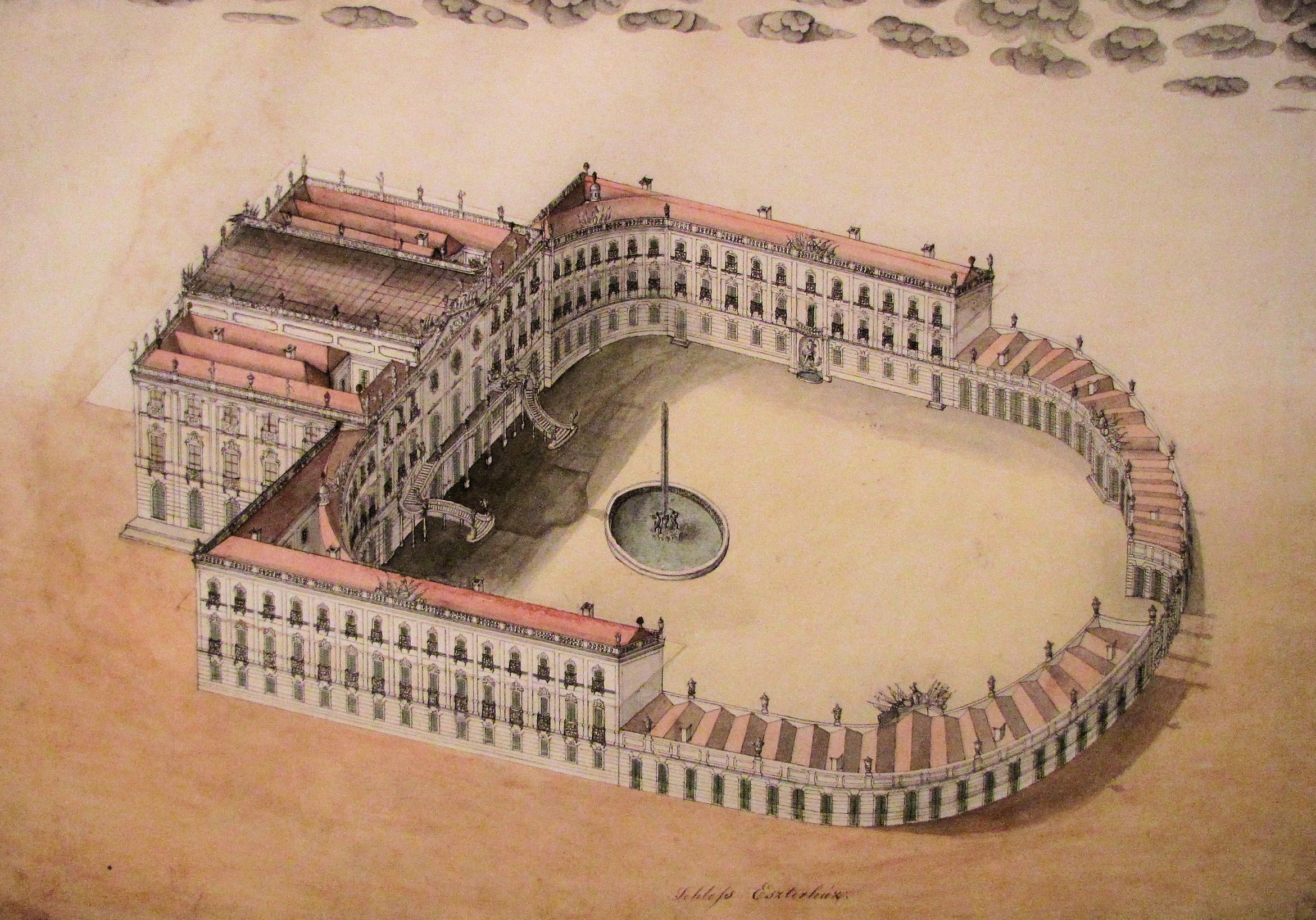
A kastély tervrajza, valószínűleg Nicolaus Jacoby munkája, 1774

A mai Fertőd elődje Süttör falu volt. A település először a nagy hatalmú Kanizsayak földesurasága alatt állott, majd Nádasdy-birtok lett, később 1671-ben – a Habsburg-ellenes rendi függetlenségi mozgalom vezetőinek elítélése után – kamarai kezelésbe került. 1681-ben Esterházy Pál a császári adminisztráció által elkobzott javakat megvette.
A mai kastély helyén korábban az 1720-ban Esterházy József irányításával renovált, U alakú sarródi vadászkastély állt. A vadászkastély Süttör határában volt, területileg azonban Sarród faluhoz tartozott. 1762-ben Esterházy (Fényes) Miklós megbízásából a sarródi vadászkastélyt teljesen átformálták, kibővítették, illetőleg főúri pompájú kastéllyá építették át. Az új kastélyegyüttest valószínűleg Hefele Menyhért és Jacoby Miklós közösen tervezték és építették. Mire 1766-ban a mai kastély elkészült, körülötte új település született. Ez lett Eszterháza (ma Fertőd településrésze), amely az Esterházy családról kapta a nevét. 1946-ban Kertészeti Középiskolát és Kollégiumot hoztak létre a kastély egyik szárnyában.

### Jelene

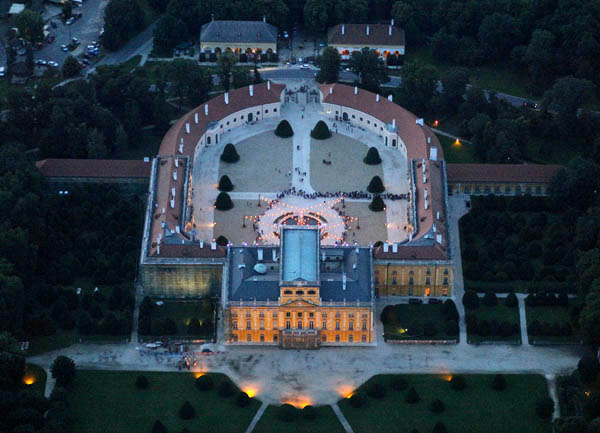
Éjszakai légi fotó

Közel négymilliárd forintból újul meg az Esterházy-kastély. Elsőként a dísztermet és a zenetermet restaurálják. A már megszépült kastély belső díszudvara már teljes, régi pompájában tündököl, a 18. század mintájában. A kastélyegyüttes több évig tartó rekonstrukciója során a központi épületet és a kastélyparkot helyreállítják, illetve a mára teljesen elpusztult operaházat újraépítik. A 2001-ben restaurált kastélykápolna Europa Nostra-díjat kapott.
A kastélyt évente több százezer turista látogatja, amiből a külföldiek száma meghaladja (50-60 országból) a hatvanezret. Júniustól szeptemberig minden héten klasszikus zenei hangversenyek hangzanak el a felújított Marionett színházban, jeles bel- és külföldi művészek, kamara- és nagyzenekarok előadásában.

### A kastély felújítása a Nemzeti Kastélyprogram keretében
A kastély "A fertőd–eszterházai Esterházy-kastély turisztikai célú fejlesztése" című projekt keretén belül 3 milliárd forint európai uniós (GINOP-7.1.1-15-2016-00027) forrásból újul meg.
A projekt keretében megvalósul:
- az épület középső tömbje, valamint a Belvedere és az óratorony műemléki helyreállítása,
- a helyiségek eredeti bútorokkal kerülnek berendezésre történeti enteriőrként, így a lehető leghitelesebb formában kerülnek bemutatásra,
- a történeti terek eredeti pompájukban kerülnek felújításra és az épületben időszakos kiállítótermek is kialakításra kerülnek.[1]

## A kastély leírása

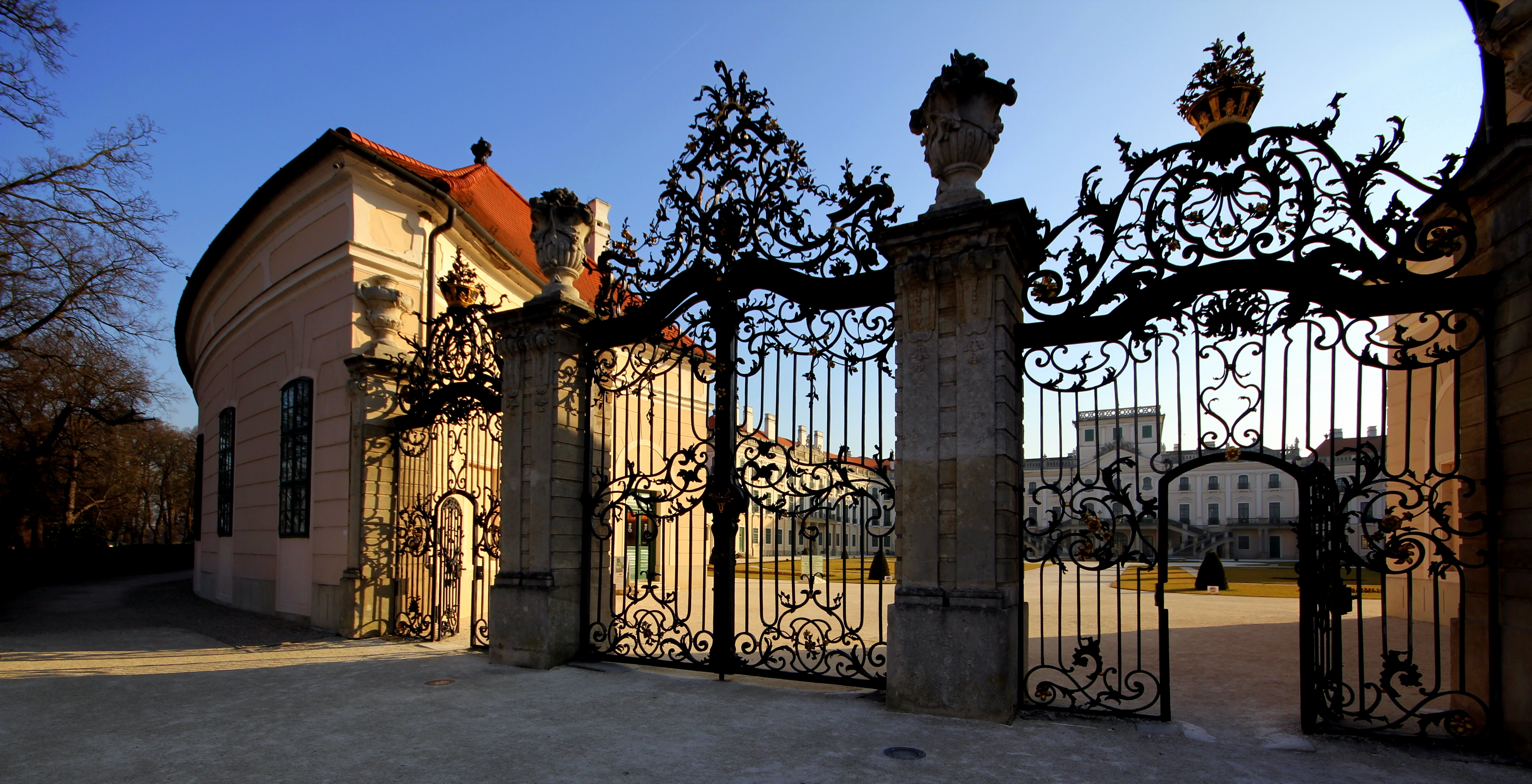
Kovácsoltvas főkapu

A kastélyban a díszudvar háromnyílású pompás kovácsoltvas kapuval nyílik. A festői mozgalmasságú szabadlépcsőkön lehet eljutni a gazdag dísztermet magában foglaló középrészhez és a csipkeszerű szalagfonatos kőmellvéddel koronázott belvederére. Az első emeleti díszteremben Josef Ignaz Mildorfer Apollón diadala című freskóját láthatjuk. A földszinten a sala terrena térkialakítása és gazdagon modellált stukkói hívják fel magukra a figyelmet. A kápolna freskóit is Josef Ignaz Mildorfer készítette 1766-ban.
A kastélyegyüttes részeként megmaradt épületek, építmények: az egykori gazdasági igazgatóság épülete, az egykori muzsikaház (ami ma múzeum és polgármesteri hivatal), a hajdani lovarda épülete, a szálloda és vendéglő épülete, a főépület főbejáratával szemben található két őrségi épület, a volt Marionett színház épülete és a Kelemente-patak festői szépségű, a kastély fertőszéplaki tengelyében lévő hídja.
Az épületegyüttes fő értéke a környező templomokra tájolt, jellegzetes barokk szerkesztésmódja. Ebben a korban így kívántak kapcsolatot teremteni a környezettel, a természettel, befogadva annak létező erőit.

### A kastély külső területei
Az együttes középpontja a kastélyépület volt. Ebből a fókuszból legyezőszerűen végtelenbe vesző sugárutak indultak ki. A főépület előtt (az északi oldalon) a hatalmas kovácsoltvas kaputól jobbra és balra még ma is állanak az őrségházak. A kastély mögött, a kerti homlokzattal szemben az itt átvezető út másik oldalán helyezkedett el az operaház, a hercegi zenészek, énekesek lakóháza, a muzsikaház, majd kissé távolabb a vendégfogadó. A kastélytól keletre az előbbiekkel szimmetrikus elrendezésben állt a bábszínház, a tisztviselői lakóházak két tömbje és a kaszárnya.
A kapuhoz kétoldalt ívesen hajló földszinti szárnyak csatlakoznak, amelyek kétemeletes oldaltraktusokban folytatódnak. Az utóbbiakat egy-egy kéttengelyes szárny köti össze a monumentális kompozíció csúcsát jelentő, hangsúlyosan kiemelt középrésszel. Ennek középrizalitja oromzattal zárul. Az első emeleti kettős oszlopokon nyugvó erkélyhez íves karú, kétmenetes díszlépcső vezet, ezt lámpásokat tartó puttókkal díszített kovácsoltvas korlát szegélyezi. A díszudvart szökőkút ékesíti. A kastélynak az egykori franciakertre néző déli homlokzata egyszerűbb kiképzésű. Az első emelet elé négy, toszkán oszlopos, vaskorlátos erkély ugrik ki. A záró timpanonban, valamint a Belvedere attikakorlátján az Esterházy család címere látható.

### A kastély belső részei

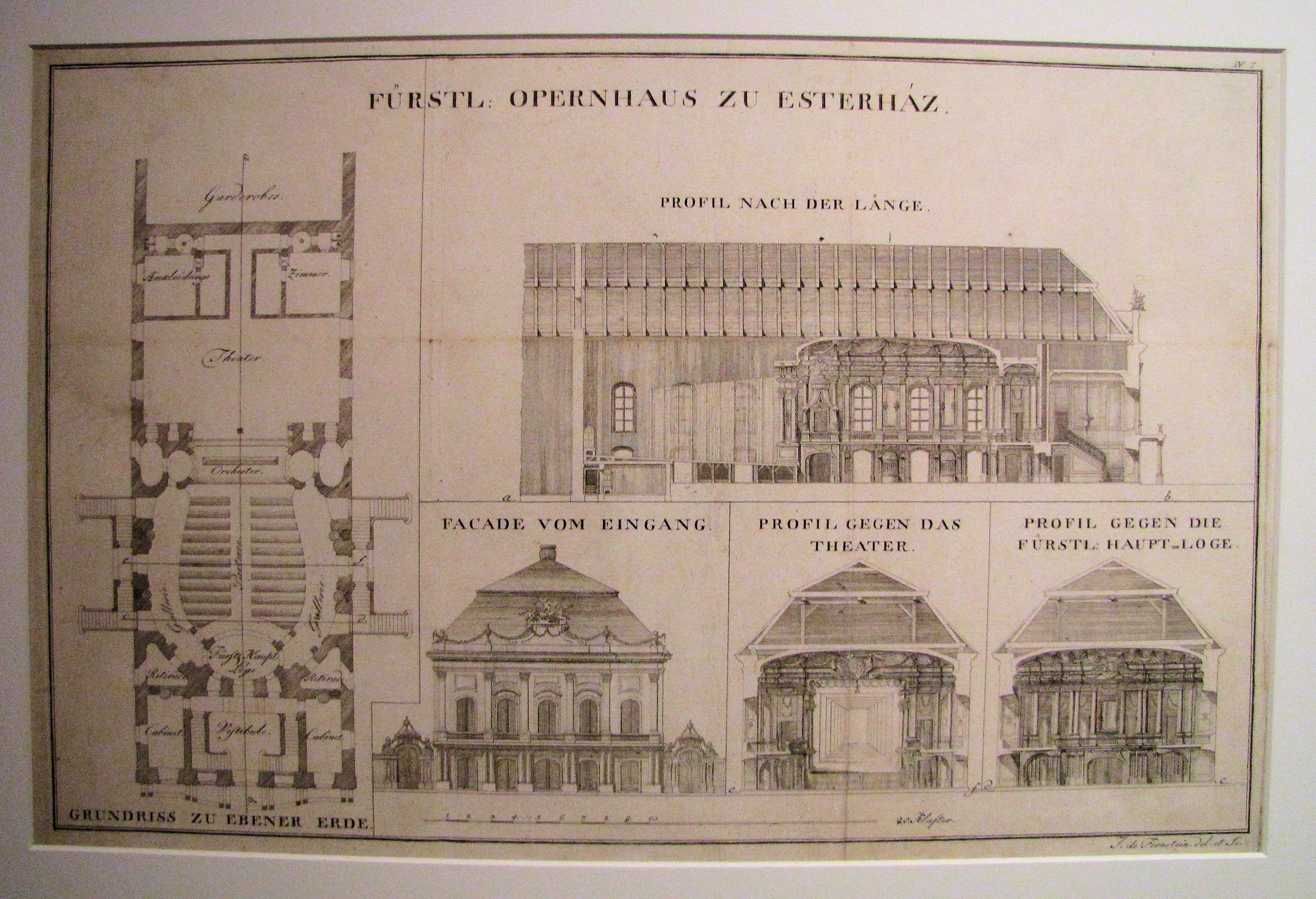
Az Operaház tervrajzai 1784-ből

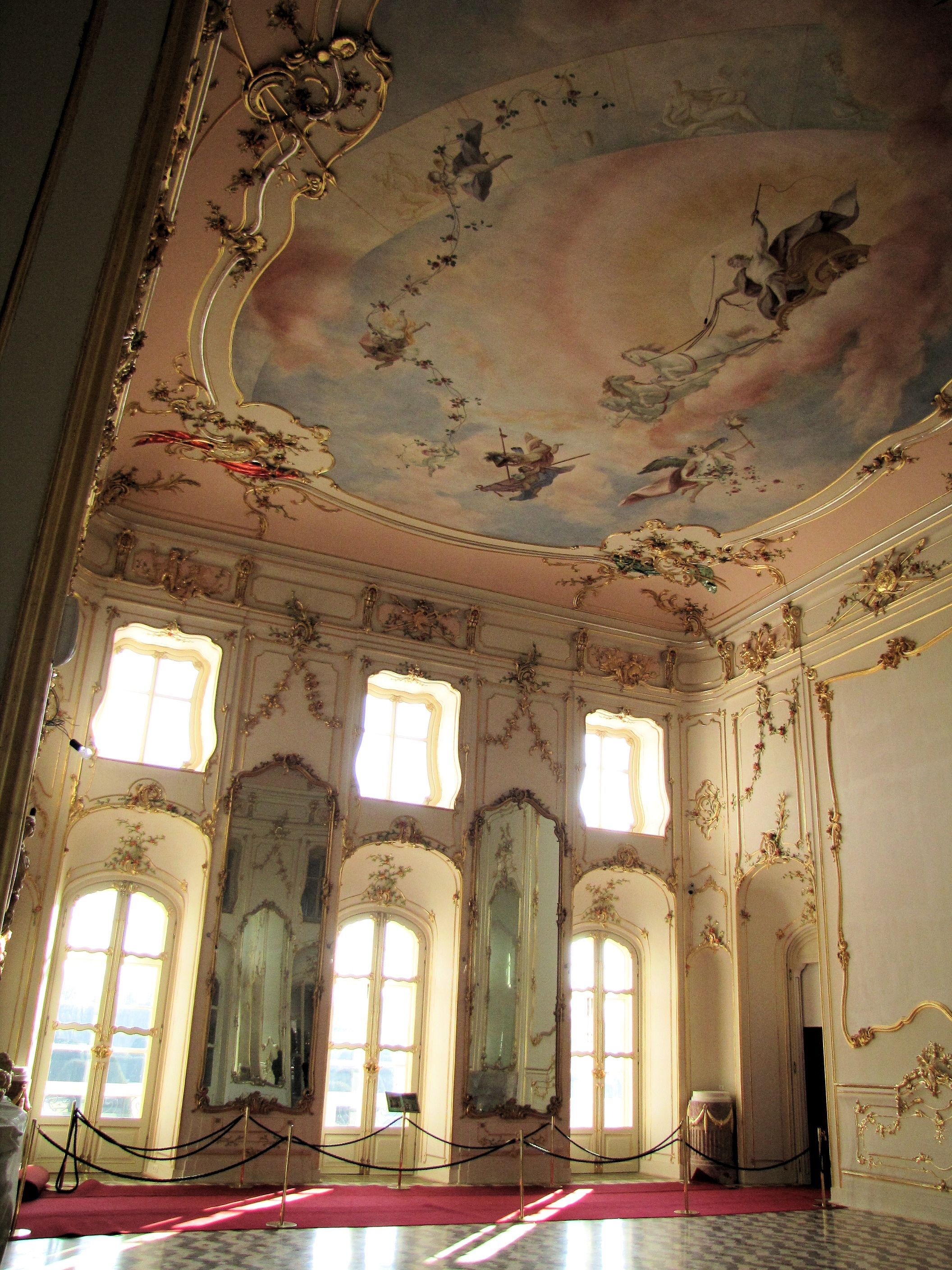
A díszterem

A kastély mind a 126 szobája gazdag rokokó dísszel volt ékes, a berendezés is e stílusban készült. Centruma az emeleti díszterem, és az ahhoz kapcsolódó zeneterem, amelyek a középrizalit mögött két emelet légterét foglalják el. Ide a földszintről egy belső lépcsőn és a külső díszlépcsőn át lehet bejutni. A díszterem alatt a bejárati előcsarnokból nyílik a Sala Terrena. E három teremben és a központi szárny többi helyiségében részben helyreállították a belső díszítéseket. Újra berendezték a szobákat, hogy fogalmat alkothassunk a termek egykori, 18. századi pompájáról. E termek mellett jobbra és balra különböző változatos tapétával, damaszttal, olajfestéssel, fatáblákkal díszített szalonok, fogadószobák nyíltak a „társasági zálák”. Ezeknek a szobáknak nagy részét már helyreállították és újra berendezték. A bútoroknak, díszkárpitoknak csak a kisebb hányada tartozott valaha a kastélyhoz, nagyobb része más kastélyokból és palotákból származik. E termek közé tartozik a Mária Terézia-szoba, amelyben 1773-ban a királynő megszállt. Látogatása után a szoba érintetlen állapotban maradt meg 1945-ig.
A földszint helyreállított helyiségei közül megemlíthető az úgynevezett kínai szoba. Húsz fatáblájából falburkolatának három tábláját és az eredeti ajtót sikerült restaurálni és régi helyére visszaállítani.
A főépületre merőlegesen Esterházy (Fényes) Miklós egy-egy földszintes szárnyat építtetett. A nyugati szárnyban kapott helyet a híres Esterházy-képtár. Benne megközelítőleg 650 darab festmény volt. Ezek közül 23 igen értékes kép. A legjelentősebb ma a Szépművészeti Múzeumban látható, ez a Raffaello Santi Esterházy Madonnája. A képtár keleti megfelelője a konyhákkal összeköttetésben álló télikert volt. Ezek a szárnyak meglehetősen rossz állapotban, részben már nem is az eredeti formájukban vannak meg. Az eszterházi udvari élet egyik központja az operaház volt, amely még a 19. században leégett, ma már csak egy falmaradványa maradt meg.

### Kulturális tevékenység

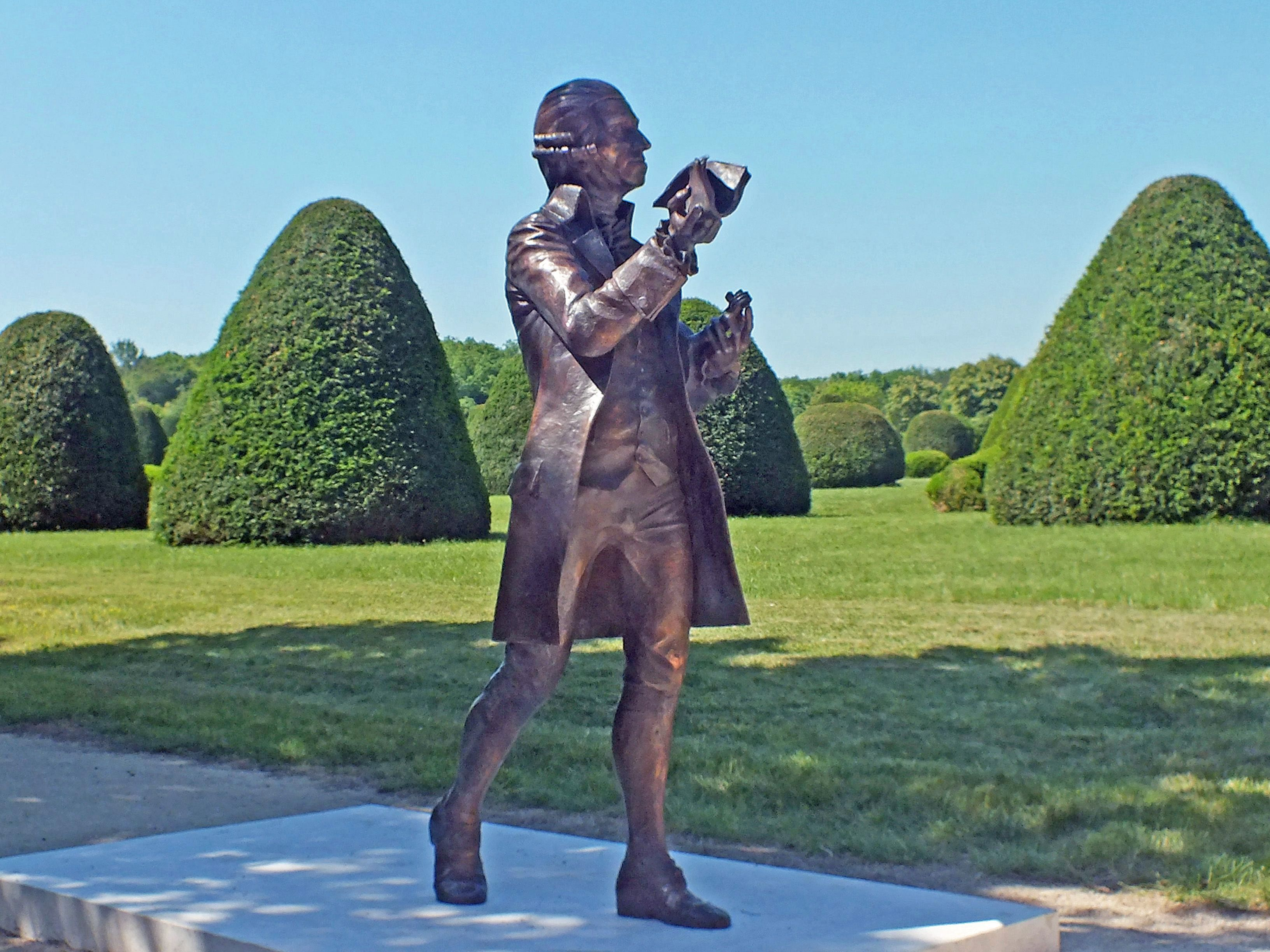
Baráz Tamás Haydn-szobra a kastélyparkban

A fényűző szórakoztatás mellett az Esterházy-udvar jelentős szerepet töltött be a kor zenei életében. Joseph Haydnnak köszönhetően, aki aktív alkotói korszakát töltötte Miklós herceg szolgálatában, operák, vígoperák, szimfóniák születtek ehelyt. Az előadások leggyakoribb színhelye az emeleti díszterem volt. A falakon nagyméretű francia tükrök, flamand és francia gobelinek, velencei falikarok. A terem sarkaiban az évszakok allegorikus szobrai, a mennyezeten Apolló Napisten freskója és az aranyozott bútorok ejtik ámulatba az idelátogatót. Itt tartják ma is a hangversenyeket.
A kastély kulturális programjainak sorából kiemelkednek a komolyzenei hangversenyek. Az Esterházyak teremtette zenekultúra méltó hagyományőrzéseként évről évre ötven körül jár a díszteremben tartott koncertek száma. Többségükben külföldiek hallgatják, főképpen osztrákok. Készülnek itt hanglemezfelvételek, tartanak itt filmfelvételeket. Fogadások és nemzetközi konferenciák színhelye. A rádió is gyakran közvetít innen koncerteket. A barokk muzsika szerelmeseinek az Eszterházi vigasságok című rendezvénysorozatot kínálják. A Haydn-szeminárium hallgatóit zenetudományi előadásokkal, művészeti bemutatókkal várják.

### A kastélypark

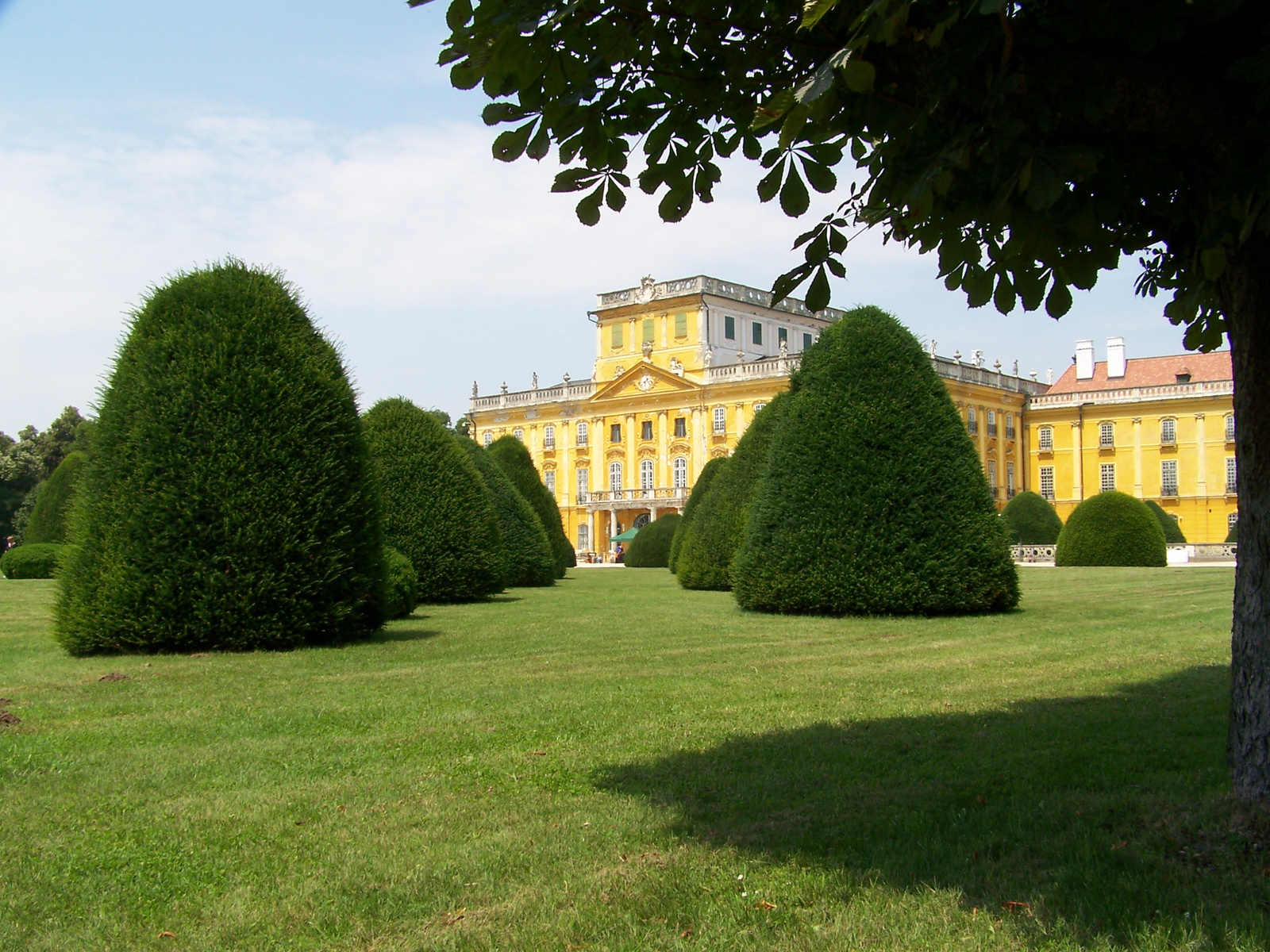
A park egy része

A kastély körül a hajdani csertölgyes kapcsolódó részein, barokk szokásként franciaparkot alakítottak ki. A francia típusú kertekre jellemző zöld növények díszítik a centrumból sugárirányban szétágazó utakat, a végpontjukban kápolna vagy egy-egy kegyszobor állt. A 19. században a mértani formákból építkező parkot a természethez jobban igazodó angolparkká formálták. Az évtizedek során elvadult parkot az 1800-as évek végén Esterházy Miklósné gróf Cziráky Margit hozatta rendbe. A hercegasszonynak hívott grófnőnek köszönhető a mai kép.
A park Fertőd határában három természeti egységet kapcsol egybe:
- Az egyiket a süttöri égerszerű erdőben az egykori vadászatok telkén álló mocsárciprusok és a velük ültetett tölgyesek alkotják. A hercegi pár pihenőhelyéül szolgált.
- A második elem a hercegasszony allé, ezt két kilométer hosszan mocsárciprusok és tölgyesek alkotják.
- A harmadik rész a sírdomb. A művészien kialakított földhalmon létesített fenyő- és egzótapark veszi körül a parképítő Cziráky Margit (1874-1910) és Esterházy Miklós Pál (1869-1920) kettős sírját.

### Lés-erdő
A Lés-erdő a 18. században vált a park részévé, „mulatóerdőként”. Mária Terézia és Esterházy Fényes Miklós herceg vendégei napokat töltöttek el a mulatóházakkal, profán templomokkal, szökőkutakkal és egyéb látványosságokkal ékesített területen, amelyben több ezer fából álló, a környező tájba kifutó fasorokat ültettek. A kastély erkélyétől induló, majd az erdőn keresztül futó allék képezték a mulatóerdő vázát, s adták a „magyar Versailles” világraszóló dimenzióit. A részben a 18. században, részben a 19-20. század fordulóján ültetett fasorokból az erdő területének csökkenése ellenére ma is több mint háromezer sorfa és mintegy kilenc kilométer allé létezik, ami Schönbrunn kivételével egyedülálló Közép-Európában.

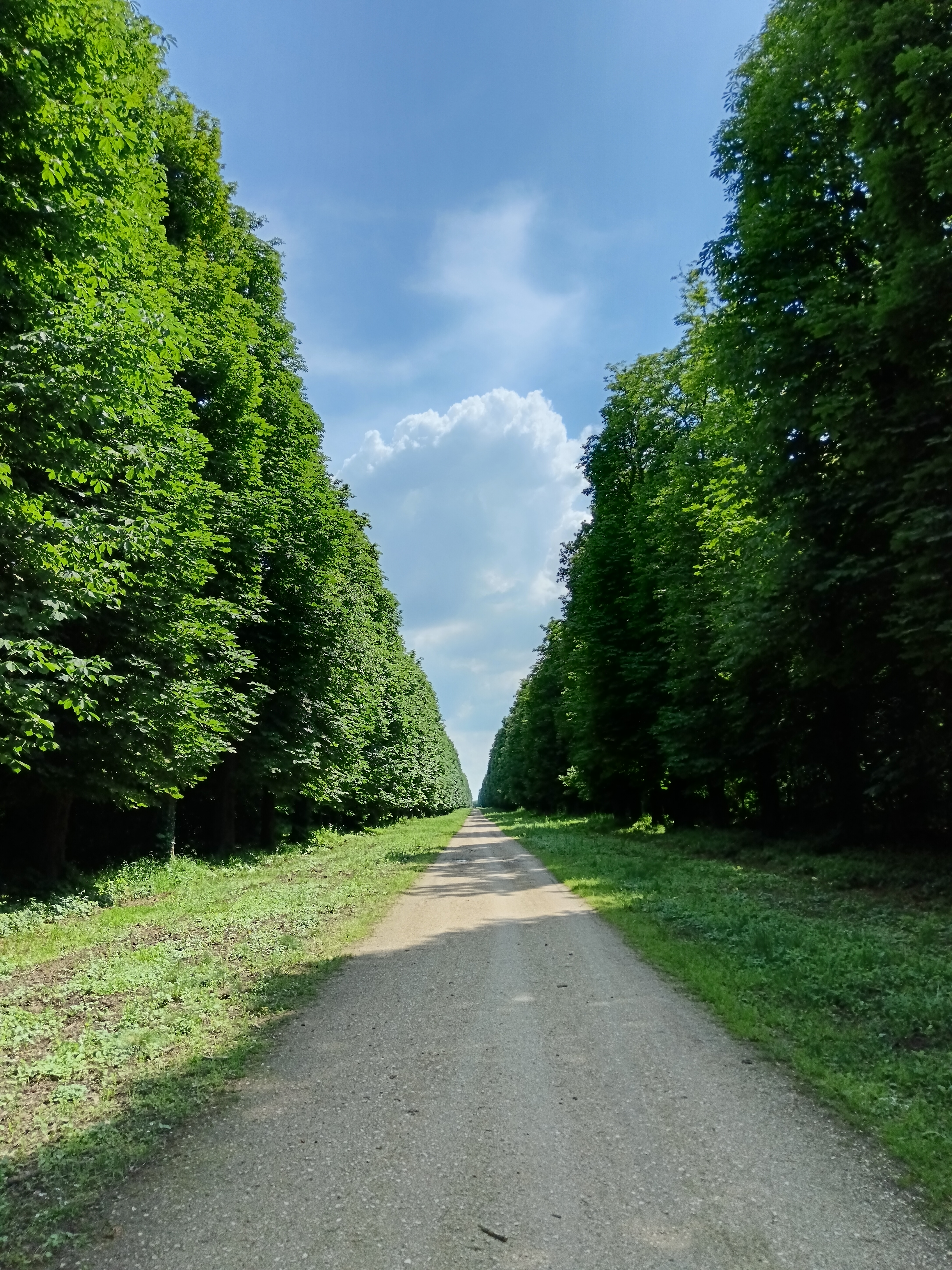

A Lés-erdőben három fő fasor található. A középső fasoron sétálva kiváló rálátást kapunk a fertőszentmiklósi Szent Miklós püspök templomra. Mindeközben több, mint száz éves vadgesztenye fák sokasága mellett sétálhatunk el. Az idős vadgesztenye fák mellett padok várják az elfáradt kirándulókat, hogy árnyékuk alatt pihenjék ki ezt a gyönyörű utazást. A Lés-erdő teljes területén kerítéssel körbezárt, így területén szelíd őzekkel, illetve szarvasokkal találkozhat a szerencsés természetjáró. Kétséget kizáróan a Lés-erdő minden évszakban páratlan látványt nyújt, ám kora tavasszal mikor a fák még csak rügyezni kezdenek, a teljes erdő területén pompázik a frissen kibújó medvehagyma, mely értékes gyógynövényünk. Ilyenkor a végtelen medvehagyma mező látványa, valamint illata ritka élményt nyújt.
https://www.oee.hu/hirek/agazati-szakmai/kaeg_sajto_leserdo

## A kastély az irodalomban
Ábrahám Zsuzsanna és Nagy Márta 2019-ben megjelent A Fertő kincse című könyvében megjelenik Esterházy József, mint a kastély szelleme. A könyv játékos-mesés formában ugyan, de egy lehetséges változatot jelenít meg arról, mi is történhetett a kastély építtetőjével.
Szó esik arról a feltételezett, szűk föld alatti folyosóról is, amelynek létezését a helybéliek a mai napig váltig állítják (s aminek ellenkezőjéről a történészek igyekeznek bizonyságot szerezni).